# Nayman
Nayman (ryska: Наиман) är en ort i Kirgizistan.   Den ligger i oblastet Osj, i den sydvästra delen av landet, 300 km sydväst om huvudstaden Bisjkek. Nayman ligger 1 213 meter över havet och antalet invånare är 1 754.
Terrängen runt Nayman är kuperad söderut, men norrut är den platt. Runt Nayman är det ganska tätbefolkat, med 67 invånare per kvadratkilometer. Närmaste större samhälle är Kyzyl-Kija, 19,8 km väster om Nayman. Trakten runt Nayman består i huvudsak av gräsmarker.